# ER11型电力动车组
ER11型电力动车组（俄語：Электропо́езд ЭР11）是苏联铁路的市郊通勤电力动车组车型之一，适用于供电制式为25千伏工频单相交流电的电气化铁路，由拉脱维亚里加车辆制造厂设计及制造，仅有试制一列，并且未有投入批量生产。

## 发展历史
1960年代初，ER1、ER2、ER9型电力动车组已经成为苏联铁路通勤电力动车组的主力车型。随着苏联铁路市郊通勤运输客运量的快速增长，使苏联铁路需要一种载客量更大的通勤电力动车组。1960年底，里加车辆制造厂和加里宁车辆制造厂在ER22型直流电力动车组的基础上，试制了首列ER11型电力动车组，适用于供电制式为25千伏单相工频交流电气化铁路，列车采用交—直流电传动，其车体长度从19600毫米延长到24,500毫米以增加载客量，并在车体中部两侧增加第三对侧门，便于乘客快速上下车。ER11型电力动车组出厂后，在白俄罗斯铁路局明斯克机务段进行运用考核，于明斯克至莫洛迪兹诺区间投入使用。然而，由于列车的电气设备可靠性不甚理想，ER11型电力动车组未被批准投入批量生产，并在1971年停运报废。
列车报废后，四辆动车车厢被送返里加车辆制造厂封存，而另外四辆拖车车厢（101、103、105、107）则在莫斯科铁路局彼列瓦机务段被改造成ER22型电力动车组的车厢（001、003、005、007），并分别配属到彼列瓦和纳哈比诺机务段，至1990年代末报废。

## 参看
- ER1型电力动车组
- ER2型电力动车组
- ER6型电力动车组
- ER7型电力动车组
- ER9型电力动车组
- ER10型电力动车组
- ER11型电力动车组
- ER22型电力动车组